# HD 72108
HD 72108，又名CD-47 4004，SAO 219985、HR 3358，是一颗恒星，视星等为5.33，位于銀經265.14，銀緯-5.28，其B1900.0坐标为赤經8h 25m 55.2s，赤緯-47° -5.28′ 42″。